# Hadennia purpurea
Hadennia purpurea là một loài bướm đêm trong họ Noctuidae.